# Синжаны
Синжаны — село в Меленковском районе Владимирской области России, входит в состав Даниловского сельского поселения.

## География
Село расположено в 2 км на север от центра поселения деревни Данилово и в 17 км на северо-запад от райцентра города Меленки.

## История
По писцовым книгам 1628—30 годов село Синжаны значится за князем Иваном Борисовичем Черкасским, как «приданая» его вотчина, поступившая от боярина Василия Петровича Морозова; в селе церковь Усекновения главы Иоанна Предтечи — строение мирское; при церкви священник и дьячок… В окладных книгах 1676 года о Синжанском приходе имеются следующие сведения: «селе Синжанах церковь Іоанна Предтечи; у той церкви двор попа Максима, дьячков, в придходе: двор боярский, а в нем живет прикащик, 27 дв. крестьянских и 6 бобыльских…». Вышеупомянутая Предтеченская церковь существовала в Синжанах до 1780 года; к этому времени она настолько обветшала, что служить в ней стало опасно. Поэтому, с благословения епископа Владимирского Иеронима, вместо неё была построена новая деревянная церковь. Немного ранее этого, именно в 1772 году, в Синжанах была построена теплая деревянная церковь во имя Святого Николая Чудотворца. Вместо деревянных церквей в 1863 году начат постройкою каменный храм: трапеза была окончена и освящена в 1868 году, а главный храм только В 1881 году. По построении каменного храма деревянные церкви были разобраны. Престолов в новом храме три: главный во имя Живоначальныя Троицы, в трапезе: в честь Казанской иконы Божией Матери и св. Иоанна Предтечи.
В конце XIX — начале XX века Синжаны — крупное село в составе Архангельской волости Меленковского уезда.
С 1929 года село являлось центром Синжанского сельсовета Меленковского района, позднее вплоть до 2005 года село входило в состав Даниловского сельсовета.

## Население
| 1859 | 1897  | 1905  | 1926  | 2002 | 2010 | 2021 |
| ---- | ----- | ----- | ----- | ---- | ---- | ---- |
| 1178 | ↗1964 | ↗2209 | ↗2831 | ↘339 | ↘276 | ↘199 |

## Достопримечательности
В селе находится действующая Церковь Усекновения главы Иоанна Предтечи (1863—1881).
На сельском кладбище похоронен  Святой старец Григорий, известный как Абрамушка Синжанский.